# Ole Peder Arvesen
Ole Peder Arvesen   (Fredrikstad, 27 de març de 1895 - Trondheim, 23 de gener de 1991) va ser un matemàtic i enginyer noruec.

## Vida i Obra
Arvesen, fill d'un fabricant, va ser escolaritzat a la seva vila natal de Fredrikstad i el 1913, després d'uns mesos treballant en una foneria, va anar a Trondheim per estudiar al Norges Tekniske Høgskole (Institut Noruec de Tecnologia), en el qual es va graduar en enginyeria civil el 1918. L'any següent va ser docent assistent al propi Institut i, a partir de 1921, professor titular de geometria fins que es va jubilar el 1965. Tot i així va continuar mantenint contactes amb l'Institut fins a la seva mort el 1991.
Arvesen, ja des d'estudiant va estar molt compromès amb l'Institut Noruec de Tecnologia, tan és així que el 1942, durant l'ocupació nazi va ser arrestat per la Gestapo i confinat durant un temps al camp de concentració de Falstad. Va ser una persona amb diferents interessos i va participar en les polémiques sobre la llengua noruega dels anys 40`s i 50's, defensant el bokmål en contra d'una pretesa tercera llengua anomenada samnorsk en el seu llibre Tre språk i Norge? (1948). També va publicar un llibre de caricatures, Glimt av den store karikatur (1941), i un llibre de biografies de matemàtics, Mennesker og matematikere (1940).
El 1976 va publicar la seva autobiografia amb el títol de Men bare om løst og fast. Erindringer (1976).
La seva obra científica consisteix en dos llibres de text, un de nomografia i un altre de geometria descriptiva, i uns quants articles científics que són, essencialment, continuacions d'obres científiques franceses.